# Teatro Negro
O Teatro Negro (em tcheco: černé divadlo) é um tipo de representação cênica caracterizada pelo uso do cenário na escuridão ou escuro com uma iluminação estratégica de jogo de luz e sombras. Apesar do formato estar disseminado no mundo todo, é predominante em Praga, Tchéquia, onde é considerado uma autêntica manifestação e existem cerca de nove companhias em atividade.
O formato se distingue de outros tipos de representação teatral. Utilizam-se cortinas pretas, um cenário de cor escura, lanternas negras e trajes fosforescentes.
A técnica denominada "caixa preta" foi desenvolvida por Georges Méliès e pelo inovador Stanislavsky. A dança, as representações mímicas e acrobacias têm, assim como os demais recursos, importância reconhecida no Teatro Negro.

## Histórico
Uma técnica anterior teria surgido na China e migrado para o Japão no século XVIII, onde um boneco teatral, o Bunraku, era utilizado. O moderno teatro negro teria surgido com George Lafaille, que abertamente se denominava "o pai do teatro de luz negra". Impressões de referência
Um formato com uma nova linguagem e cores, com o uso da luz ultravioleta, surgiu em Praga durante o regime comunista como forma de expressar opiniões e ideias, especialmente em um contexto totalitário em que era necessário usar a criatividade contra a repressão. O palco escuro e o espetáculo mudo seriam referências ao regime. 
A primeira companhia teatral, o Teatro Negro de Praga, surgiu em 1961 com o diretor artístico Frantisek Kratochvíl e Jiri Smec, introdutor de elementos inovadores no antigo teatro chinês.
El teatro Image desde el año 1990 ha alcanzado éxito no sólo en el escenario de Praga sino también el exterior. Sigue buscando nuevas formas de expresión tratando de superar los límites de la tecnología del teatro negro, baile contemporáneo, pantomima y diseños de vestimenta.

## Teatro de luz negra hoje
Somente partes do corpo deste artista podem ser vistas por causa do traje especial.
Hoje em dia existem muitas empresas de teatro de luz negra também fora de Praga (Hungria, Ucrânia, Alemanha, EUA) tentando fazer shows semelhantes aos teatros de luz negra em Praga. A cena de Praga mudou sua cara para o estilo do século 20 - a dança moderna estava envolvida, os figurinos se tornaram mais eficazes, os espetáculos de teatro de luz negra tornaram-se mais musicais. Praga ainda é o lar do teatro de luzes negras - centenas de milhares de turistas visitam seus shows todos os meses.